# Paniceae
Paniceae és una tribu de la família botànica Poàcia (Poaceae).
És una gran tribu de la subfamília Panicoideae, l'única de la supertribu monotípica que inclou aproximadament 1.500 espècies en 84 gèneres, que es troben principalment a les regions tropicals i subtropicals del món. Les paniceae inclouen espècies que utilitzen qualsevol de les vies fotosintètiques C4 i C3, així com espècies presumiblement intermèdies. La majoria dels mills són membres de la tribu Paniceae.
La tribu està subdividida en set subtribus, però alguns gèneres encara no estan situats (incertae sedis). Les espècies de les Paniceae tenen un nombre de cromosomes ancestrals (nombre monoploide) de x = 9, mentre que les espècies amb x = 10 anteriorment incloses ara es reconeixen com a tribu separada, Paspaleae.

## Aquesta tribu conté els gèneres següents
- Achlaena
- Acritochaete
- Acroceras
- Alexfloydia
- Alloteropsis
- Altoparadisium
- Amphicarpum
- Ancistrachne
- Anthaenantiopsis
- Anthenantia
- Anthephora
- Arthragrostis
- Arthropogon
- Axonopus
- Baptorhachis
- Brachiaria
- Calyptochloa
- Canastra
- Cenchrus
- Centrochloa
- Chaetium
- Chaetopoa
- Chamaeraphis
- Chlorocalymma
- Cleistochloa
- Cliffordiochloa
- Cyphochlaena
- Cyrtococcum
- Dallwatsonia
- Dichanthelium
- Digitaria
- Dissochondrus
- Eccoptocarpha
- Echinochloa
- Echinolaena
- Entolasia
- Eriochloa
- Gerritea
- Holcolemma
- Homolepis
- Homopholis
- Hydrothauma
- Hygrochloa
- Hylebates
- Hymenachne
- Ichnanthus
- Ixophorus
- Lasiacis
- Lecomtella
- Leucophrys
- Louisiella
- Megaloprotachne
- Megathyrsus
- Melinis
- Mesosetum
- Microcalamus
- Neurachne
- Odontelytrum
- Ophiochloa
- Oplismenopsis
- Oplismenus
- Oryzidium
- Otachyrium
- Ottochloa
- Panicum
- Paractaenum
- Paraneurachne
- Paratheria
- Paspalum
- Pennisetum
- Plagiantha
- Poecilostachys
- Pseudechinolaena
- Pseudochaetochloa
- Pseudoraphis
- Reimarochloa
- Reynaudia
- Sacciolepis
- Scutachne
- Setaria
- Setariopsis
- Snowdenia
- Spheneria
- Spinifex
- Steinchisma
- Stenotaphrum
- Stereochlaena
- Streptolophus
- Streptostachys
- Taeniorhachis
- Tarigidia
- Tatianyx
- Thrasya
- Thrasyopsis
- Thuarea
- Thyridachne
- Thyridolepis
- Trachys
- Tricholaena
- Triscenia
- Uranthoecium
- Urochloa
- Whalleya
- Whiteochloa
- Xerochloa
- Yakirra
- Yvesia
- Zygochloa